# 鍋島茂賢
鍋島 茂賢（なべしま しげまさ、元亀2年（1571年） - 正保2年2月9日（1645年3月6日））は、戦国時代から江戸時代前期にかけての武将。深堀 茂賢（ふかほり しげまさ）、石井 茂賢（いしい しげまさ）とも。肥前国の戦国大名龍造寺氏の家臣。佐賀藩主鍋島家の家老。
佐賀藩深堀邑主（深堀氏第20代、深堀鍋島家初代）。前室は龍造寺家俊の娘、後室は龍造寺長信の娘真光院。

## 来歴
龍造寺氏の重臣石井安芸守信忠の次男。母は大宝院（石井左衛門尉忠俊の娘、陽泰院の姪）で、佐賀藩初代藩主鍋島勝茂の従姉にあたる。
孫六、七左衛門、伊豆守、安芸守、茂忠と称す。系図によっては、龍造寺政家の養子になっているものもある。
少年時代は、神社の本殿を鉄砲で撃ち抜くなどの悪戯をしたといわれる。また、武勇の誉まれ高く、歯に衣着せぬ物言いの豪胆な器量を備える一方、頭脳明晰で心優しい一面もあったとされる。
父信忠の戦死後、母大宝院は、肥前国俵石城主深堀安芸守純賢に再嫁した。その際に、茂賢は母の連れ子として純賢の養子となり、深堀氏の名跡を相続した。深堀氏は、鎌倉幕府の有力御家人三浦氏の後裔とする国衆であった。
その後、実兄鍋島茂里や親族の石井三右衛門尉とともに、人質として豊臣家に預けられ、九州征伐にあたり肥前国に帰還する。
文禄・慶長の役では、養父純賢の陣代として茂賢が深堀隊を率いて善戦した。
その後、茂賢は、養父純賢と共に、鍋島直茂により鍋島姓を授けられ、佐賀藩深堀領6千石を拝領する。
関ヶ原の戦いに続く柳川の戦いでは、兄鍋島茂里と共に鍋島隊の先鋒をつとめ、武勲があった。
キリスト教に深い理解を示し、来日していたドミニコ会のスペイン人宣教師アロンソ・デ・メーナ神父と懇意になり、鍋島勝茂に引き合わせて、佐賀城下のドミニコ会の教会建設に尽力した。
正保2年（1645年）、死去した。墓所は佐賀県佐賀市本庄町鹿子の大宝山妙玉寺。死去に際し、家臣・与力18名が、周囲が反対する中殉死を遂げ、茂賢夫妻とともに妙玉寺に葬られた。配下の侍たちによれば、「我らは、45年前の柳川の戦いのとき、『ともに討ち死にしよう』と誓い合ったのだ。あのときの約束を破るわけにはまいらぬ」と殉死を強行した、と伝えられている。
なお、実父石井安芸守信忠の家督と遺領は、実兄鍋島主水佑茂里が鍋島直茂の養子になったため、茂賢が相続した。